# Abbaye Saint-Maur de Hanga
Ne doit pas être confondu avec Abbaye de Saint-Maur (Île-de-France) ou Abbaye Saint-Maur de Glanfeuil (Anjou).
L'abbaye Saint-Maur de Hanga est une abbaye de la congrégation des bénédictins missionnaires de Sainte-Odile, fondée en 1957 par le P. Eberhard Spiess OSB et située à proximité de la ville de Songea en Tanzanie. 
En 2011, elle compte 122 moines. Depuis 2016, le P. Octavian Thomas Masingo, OSB (né en 1975 et de nationalité tanzanienne), est le troisième abbé d'Hanga. 